# 14533 Roy
14533 Roy eller 1997 QY är en asteroid i huvudbältet som upptäcktes den 24 augusti 1997 av den franske matematikern och amatörastronomen Pierre Antonini på Mont Ventoux. Den är uppkallad efter den franske astronomen René Roy.